# باگاچیچه
باگاچیچه (به صربی: Bagačiće) یک روستا در صربستان است که در سینیتسا واقع شده‌است. باگاچیچه ۸۵ نفر جمعیت دارد.